# Shvetambaras

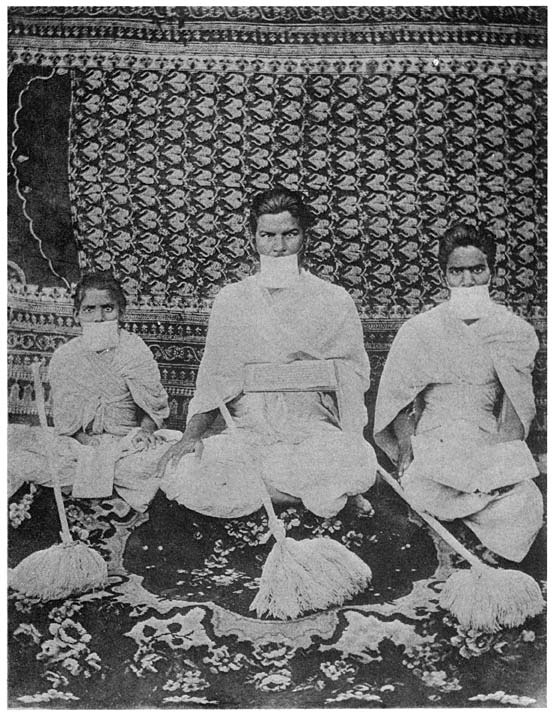
Weißgekleidete Shvetambara-Mönche mit Mundschutz und Wedeln bzw. Besen

Die Shvetambaras (Sanskrit, m., श्वेताम्बर, śvetāmbara, Weißgekleideter) sind eine Gruppe innerhalb des Jainismus.

## Lebensführung
Obwohl es auch unter den Shvetambaras Mönche gibt, bilden sie doch eher die große Gruppe der Laien innerhalb der Jaina-Gemeinde. Im Vergleich zu den Digambaras vertreten sie eher gemäßigtere Standpunkte. Doch auch die Shvetambaras leben prinzipiell nach dem Gebot der ahimsa, der Gewaltlosigkeit und dem Respekt gegenüber allen Lebewesen. Um nicht versehentlich ein Insekt zu töten, tragen sie häufig einen weißen Mundschutz oder fegen den Boden, bevor sie darauf treten.
Im Zentrum des Heiligtums von Shravanabelagola bei Mysuru ist der – nach Digambara-Sitte – völlig unbekleidete Jaina-Asket Bahubali/Gomateshvara dargestellt – das Idealbild vieler Jainas, auch der Shvetambaras. Seine bewegungslose Meditation geht sogar so weit, dass sich an seinem Körper Ranken emporwinden.
Die Postulate von Gewalt- und Bewegungslosigkeit haben dazu geführt, dass Jainas meist in 'sitzenden', aber exklusiven Berufen wie Händler, Juweliere u. ä. tätig waren bzw. sind. Diese Tatsache – verbunden mit einer weitgehend asketischen Lebensführung – wiederum bedeutete, dass viele Shvetambara-Familien durchaus wohlhabend wurden und mit großen Geldmitteln aufwendig gestaltete Tempelbauten bzw. deren Restaurierung (z. B. in Mount Abu, Ranakpur oder Jaisalmer) finanzieren konnten, die auch von Digambaras besucht werden.